# ائتلاف تمدن‌های سازمان ملل متحد
ائتلاف تمدن‌های سازمان ملل (به انگلیسی: United Nations Alliance of Civilizations) ابتکاری است به پیشنهاد خوزه لوئیز رودریگز زاپاترو، نخست‌وزیر اسپانیا در پنجاه‌ونهمین نشست مجمع عمومی سازمان ملل در سال ۲۰۰۵ و با همفکری و همراهی رجب طیب اردوغان، نخست‌وزیر ترکیه ایجاد شد.
ایده ائتلاف تمدن‌ها می‌کوشد از راه ایجاد گفت‌وگو و همکاری بین‌المللی، بین فرهنگی و بین مذهبی، فعالیت جهانی علیه افراطگرایی را به حرکت درآورد. این ابتکار تأکید زیادی بر مسئله تنش‌زدایی میان غرب و جهان اسلام دارد.
ایده ائتلاف تمدن‌ها پس از بمب‌گذاری‌هایی که در ترکیه و اسپانیا روی داد، مطرح شد. این ایده در بحث گفت‌وگوی تمدن‌ها ریشه دارد که توسط محمد خاتمی در سال ۲۰۰۰ در مجمع عمومی‌سازمان ملل مطرح شد و در پی آن قطعنامه‌ای تصویب شد و سال ۲۰۰۱ را به نام گفت‌وگوی تمدن‌ها نام‌گذاری کرد.